# Буарики (Северная Тарава)
Буарики (англ. Buariki) — остров, являющийся самым северным островом атолла Тарава с постоянным населением, архипелага Гилберта, Республика Кирибати. На территории острова расположен одноимённый населённый пункт (деревня), относящаяся к муниципалитету Северная Тарава. Освобождение Буарики от японцев 26 ноября 1943 года стало окончанием битвы за Тараву.
| Показатель                     | Янв. | Фев. | Март | Апр. | Май  | Июнь | Июль | Авг. | Сен. | Окт. | Нояб. | Дек. | Год  |
| ------------------------------ | ---- | ---- | ---- | ---- | ---- | ---- | ---- | ---- | ---- | ---- | ----- | ---- | ---- |
| Средний максимум, °C           | 31,1 | 31,2 | 31,3 | 31,4 | 31,4 | 31,5 | 31,6 | 31,6 | 31,4 | 31,8 | 31,7  | 31,5 | 31,5 |
| Средний минимум, °C            | 24,5 | 25,0 | 25,3 | 25,4 | 25,7 | 25,5 | 25,6 | 25,7 | 25,7 | 25,5 | 25,4  | 25,1 | 25,4 |
| Норма осадков, мм              | 272  | 201  | 188  | 183  | 163  | 137  | 157  | 122  | 89   | 89   | 102   | 203  | 1905 |
| Источник: World Weather Online |      |      |      |      |      |      |      |      |      |      |       |      |      |

По данным на 2015 год на острове в Буарики в 152-х домохозяйствах проживало 752 человека:
|         |     | <1 | 1  | 2 — 5 | 6 — 14 | 15 — 17 | 18 — 49 | 50 — 60 | 70+ |
| ------- | --- | -- | -- | ----- | ------ | ------- | ------- | ------- | --- |
| Всего   | 752 | 25 | 39 | 80    | 171    | 33      | 307     | 87      | 10  |
| Мужчины | 390 | 12 | 26 | 48    | 88     | 16      | 155     | 43      | 2   |
| Женщины | 362 | 13 | 13 | 32    | 83     | 17      | 152     | 44      | 8   |

В Буарике расположено 145 домохозяйств.
Основным источником дохода жителей Буарики является рыболовство. Морепродукты поставляются в Южную Тараву. Жители Буарики участвуют в ряде экологических программ, которые нацелены на сохранение природных ресурсов и биоразнообразие острова и прилегающих вод. В рамках природозащитных мероприятий в прибрежных водах Буарики введён сезонный лов ряда видов рыбы (Альбуловые, Мелкозубые барабули и др.), что привело к улучшению ситуации.
На территории Буарики расположен медицинский пункт, в котором работает один профессиональный медик.
В связи с отдалённостью на территории Буарики не действует мобильная связь и нет стационарного телефона.
Главой Буарики является староста, который традиционно избирается из членов одной семьи. Староста проводит собрания общины, отвечает за выполнение законодательства и реализует административные наказания, такие как штраф за браконьерство. Высшим наказанием, которое может реализовать староста, является изгнание провинившегося из общины.

## Битва за Тараву
Битва за Тараву, проходившая с 20 по 26 ноября 1943 года, оказалась первой крупной амфибийной операцией войск США на Тихоокеанском театре Второй Мировой войны. Основные события разворачивались на острове Бетио, где были разгромлены основные силы японской армии. После занятия Бетио американская морская пехота должна была занять остальные острова атолле Тарава. Для этого были выделены 2-й батальон 6-го полка морской пехоты под командованием подполковника Рэймонда Л. Мюррея и рота D 2-го танкового батальона под командованием капитана Джона Р. Нельсона. Рота D была разведывательной и выполняла разведывательные задачи во время основного сражения. Морские пехотинцы перемещались от острова к острову, преследуя группу японцев и корейских рабочих, которые отступали на север атолла. К концу дня 26 ноября 2-й батальон достиг южного края Буарики. На закате дня рота E вступила в огневой контакт с группой японцев. Подполковник Рэймонд Л. Мюррей принял решение закрепиться на достигнутом рубеже и переждать ночь.
На следующий день роты 2-го батальона перешли в наступление на силы императорской армии, которые закрепились в районе деревни Буарики. Несмотря на неподготовленность японских позиций, бой оказался тяжёлым: густая растительность, покрывавшая джунгли, заставляла сражающихся входить в максимально близкий контакт. Минимальная дистанция боя не позволила использовать приданную артиллерию (батарея G, 10-го полка морской пехоты). Рота E понесла тяжёлые потери вынуждена была выйти из боя. Подполковник Рэймонда Л. Мюррей ввёл в бой резервную роту F. Рота G оказалась в лучшем положении и смогла успешно наступать на восточный фланг противника. После нескольких часов напряжённого боя американцы смогли подавить сопротивление противника. По итогам последнего боя битвы за Тараву с японской стороны погибло 175 человек, в плен было взято только трое корейских рабочих. С американской стороны погибло 3 и ранен 1 офицер, потери рядового состава составили 29 убитых и 58 раненых. На следующий день были выдвинуты силы в район острова Наа — самого северного острова атолла Тарава. Оказалось, что там никого не было и в 8 утра 28 ноября подполковник Рэймонда Л. Мюррей доложил о полной зачистке атолла — битва за Тараву закончилась.